# 真・ラジオ恋姫†無双 〜○△×○△×○△×のこと〜
真・ラジオ恋姫†無双（しん・ラジオ・こいひめむそう）は2009年10月から2010年9月まで「インターネットラジオステーション＜音泉＞」が木曜更新分として配信サービスしていたインターネットラジオ番組。テレビアニメ『真・恋姫†無双』の担当声優がパーソナリティを担当していた。番組自体はCD特典として2011年4月発売回まで継続した。

## 概要
以前に同じ音泉内で配信されていた『ラジオ恋姫†無双 〜愛紗と鈴々と○○のこと〜』の後番組であり、前番組でパーソナリティであった黒河奈美と西沢広香に加えて劉備（桃香）役の後藤麻衣が新たに参加して、30分を目安に進行するラジオ番組である。なお○△×○△×○△×の部分には毎回、リスナーの投稿から選ばれたフレーズが入る。
特徴
投稿動画サイトニコニコ動画とコラボしたコーナーを設けるなど、新たな試みがなされている。
前番組で「リュービスト」であったリスナーの愛称は劉備の登場により改名されることとなり、第1回目の番組内でパーソナリティー3人が協議した結果、最終的に決定を一任された後藤麻衣によって「ショッカーズ」に改められた。ちなみに挨拶の「はわわー」はそのままであった。
毎回ゲーム版の製作者の一人であるバッジョから洋菓子の差し入れがあり、バッジョ不在の回でもお菓子だけは大阪から空輸されて来たこともあり、用意できない時はメールでつっつうに詫びるほどであった。第5回目にして初めて和菓子が登場したが、提供元は音泉である。
同じ三国志を題材にした一騎当千とコラボし、パーソナリティが互いのラジオにゲスト出演したり、イベントを行ったりした。

### 配信サイトおよび配信日
- 音泉 毎週木曜日配信
  - 最新1回のみ視聴可能。
- ニコニコ動画内マーベラスエンターテイメント公式ちゃんねる 毎週木曜日配信（音泉より2週間遅れ）
  - 動画として配信されるため、現在進行中のコーナー名を表示したり、葉書で寄せられたお便りをそのまま表示するという風に、映像としての利点を用いている。
  - 第1回から、最新の配信回まですべての回を視聴可能(2012年5月現在)

### パーソナリティー
- 後藤麻衣 - 劉備（桃香：とうか）役 / 愛称：まいか
  - 真のツッコミ担当。パーソナリティーの中で一番ラジオの経歴が長く、そのため率先して番組を進行役を買って出たり、残り二人のパーソナリティーのボケを容赦なく弄るなど、新加入とは思えない働きぶりを見せていた。初回時に本人曰く時々凄いボケをやらかすと語っているが、この番組ではボケる素振りはほとんど見せなかったが、時折笑い上戸の一面を見せ、ツボに嵌って番組進行ができなかった時がある。また他の武将キャラの声真似が上手く、ドラマ演義などではボイスを兼ねていたこともあったが、星（担当声優は本井えみ）の声真似だけはできないとのこと。
- 黒河奈美 - 関羽（愛紗：あいしゃ）役 / 愛称：なみしゃ
  - リスナーからボケ倒してくれと要望されるも本人はツッコミ担当だと思っていた。しかしそのツッコミは割りと粘着質。リスナーの要望通り（?）各コーナーで思いもよらぬボケを見せることがあり、その度に後藤から容赦なく突っ込まれた。なお本人はボケ要員と見なされるのが少々不満の様子。回を重ねる毎に後藤の補佐的側面が強くなり、時には自虐ネタを出して場の空気を和ませるなど、色々と気苦労が絶えなかった。また、番組内で画力が壊滅的に酷いことが露呈し、画伯と揶揄された上に、描いた絵はネタとしてニコニコ動画で随時公開されていた。
- 西沢広香 - 張飛（鈴々：りんりん）役 / 愛称：ひろりん
  - 本人の意図しない所でトークがエロい方向に進む傾向にあり、本人が慌ててストップさせることも。急に話を振られると答えに窮することがありアドリブもあまり得意ではないが、妄想やおっぱいネタには異常に食いつき、トーク素材として予習してくることもあった。胸フェチであり、共演者に触らせてくれと懇願したり、温泉トークで頻繁に共演者を誘うなど、暴走することもしばしば。

## 番組コーナー
ふつおた
恋姫ドラマ演戯
前番組の「現代日本演戯」と同じコーナーで、リスナーが投稿した設定を元にパーソナリティー3人がミニドラマを演じる。
知ったかも積もれば山となる
前番組の「三年蜀組 関長先生〜♪」と同コンセプトのコーナーで、番組の先輩である黒河と西沢が先生役となって後輩で生徒役の後藤に三国志の事柄を教えるコーナー。ただし、先生役の二人はお題を自分達の知識のみで教えなければならず、あらぬ方向に話が迷走して生徒役の後藤が強制的にまとめていた。なおお題の正式な回答は第1回目以外は発表されておらず、投げっ放しであった。第25回をもって終了。
恋姫的大喜利！
真・恋姫†無双に関連したお題でリスナーが投稿した大喜利を紹介し、パーソナリティー3人が10点満点で採点するコーナー。24点以上でファンファーレ（満点は特別仕様）がご褒美として鳴るが、それだけである。
コメントプレイバック
ニコニコ動画のマーベラス公式ちゃんねるが配信した同番組をはじめとする真・恋姫†無双関連の番組に対し、その視聴者から付けられたコメントを振り返り、内容の向上を目指す隔週コーナー。だが、視聴者からのツッコミに対してパーソナリティが弁解するコーナーとなりつつある。
マイ香の声ブロ
後藤麻衣が与えられたテーマを元にアドリブ形式でトークを行うコーナーだが、他のパーソナリティーも会話に参加しているので雑談に近いものがある。トークの長さは後藤の食いつき度合いによってまちまちである。コメントプレイバックのある日はお休みになる。第17回をもって終了。
2期予想ダービー
アニメ2期の展開を予想するコーナー。第19回からスタートし、第39回をもって終了した。
乙女鍛錬
リスナーから投稿されたお題を元に、パーソナリティが挑戦をするコーナー。事前に設定された点数に到達しなければ、全員に罰ゲームが課せられる。第27回からスタート。
フラッシュラジオCM
テレビ放送時に流されていたフラッシュCMのラジオ版。第41回よりスタート。

## サブタイトル
配信日は音泉が基準。
| 配信回 | 配信日         | サブタイトル                                                                                           | ゲスト                                            |
| ------ | -------------- | --- | ------------------------------------------------- |
| 第01回 | 2009年10月1日  | 「〜新パーソナリティーの立ち位置はボケ？ツッコミ？それともオチ担当？のこと〜」                         |                                                   |
| 第02回 | 2009年10月8日  | 「〜食欲の秋、でも節約のため毎日毎日もやし炒めのこと〜」                                               |                                                   |
| 第03回 | 2009年10月15日 | 「〜休みに寝すぎて損した気分のこと〜」                                                                 |                                                   |
| 第04回 | 2009年10月22日 | 「〜左ききと毛筆は相性が悪いのこと〜」                                                                 |                                                   |
| 第05回 | 2009年10月29日 | 「〜普段のお風呂はシャワーだけなのに、温泉に行くと1時間以上入ってるのこと〜」                          |                                                   |
| 第06回 | 2009年11月5日  | 「〜出るのが億劫な電話に限って用件は勧誘のこと〜」                                                     |                                                   |
| 第07回 | 2009年11月12日 | 「〜ノーベル賞っていうのは初めてヤキソバにマヨネーズかけた人に贈るべきだと思いますのこと〜」           | 氷青（程昱[風]役）                                |
| 第08回 | 2009年11月19   | 「〜仕事中はすごく眠いのに、仕事が終わるとなぜか眠気がなくなっているのこと〜」                         | 氷青（程昱[風]役）                                |
| 第09回 | 2009年11月26日 | 「〜『乙女繚乱☆ばとるPARTY』のジャケで鈴々が乗ってるのって何？のこと〜」                               | 中村繪里子（袁術[美羽]役） （愛称：えみゅー）     |
| 第10回 | 2009年12月3日  | 「〜煩悩の数は108なんて超えているのこと〜」                                                            | 中村繪里子（袁術[美羽]役） （愛称：えみゅー）     |
| 第11回 | 2009年12月10日 | 「〜宝くじなんて当たるわけないと思っているけどついつい買ってしまうのこと〜」                           |                                                   |
| 第12回 | 2009年12月17日 | 「〜風邪をひかないとバカじゃないかと心配になるのこと〜」                                               |                                                   |
| 第13回 | 2009年12月24日 | 「〜掃除機のコンセントのコードが一発で巻き取れないのこと〜」                                           |                                                   |
| 第14回 | 2010年1月7日   | 「〜『三国志』、英訳すると”The history of the three kingdoms”のこと〜」                                |                                                   |
| 第15回 | 2010年1月14日  | 「〜初詣で見た巫女さんがすごく可愛かったのこと〜」                                                     | 小林眞紀（馬超[翠]役） （愛称：こばちょふ）       |
| 第16回 | 2010年1月21日  | 「〜『やれば出来る子』というのは褒め言葉でなく普段やらない子に贈る言葉であるのこと〜」                 | 小林眞紀（馬超[翠]役） （愛称：こばちょふ）       |
| 第17回 | 2010年1月28日  | 「〜道玄坂は意外と急勾配のこと〜」                                                                     | 今井麻美（郭嘉[稟]役） （愛称：りんごす）         |
| 第18回 | 2010年2月4日   | 「〜冬の体育が持久走ってのは許せない！のこと〜」                                                       | 鳴海エリカ（諸葛亮[朱里]役） （愛称：はわみ）     |
| 第19回 | 2010年2月11日  | 「〜口からもれる白い息はココロのぬくもりのあかしのこと〜」                                             | 鳴海エリカ（諸葛亮[朱里]役） （愛称：はわみ）     |
| 第20回 | 2010年2月18日  | 「〜スポーツにあまり興味が無くてもオリンピックは応援してしまうのこと〜」                               |                                                   |
| 第21回 | 2010年2月25日  | 「〜自転車に乗るおばちゃんはケンケンで助走をつけてから乗るのこと〜」                                   |                                                   |
| 第22回 | 2010年3月4日   | 「〜花粉なんて、世の中から無くなってしまえばいいのに…と思う今日このごろのこと〜」                      |                                                   |
| 第23回 | 2010年3月11日  | 「〜『手術中』というセリフはとても言いにくいのこと〜」                                                 |                                                   |
| 第24回 | 2010年3月18日  | 「〜奇跡のコラボはきっと魏志倭人伝のように歴史に語られるといいなーのこと〜」                           | 生天目仁美（一騎当千の関羽役） （愛称：なばちょ） |
| 第25回 | 2010年3月25日  | 「〜体重の増加と正座できる時間は反比例するのこと〜」                                                   | 生天目仁美（一騎当千の関羽役） （愛称：なばちょ） |
| 第26回 | 2010年4月1日   | 「〜エイプリルフールはどんな嘘をつこうか迷ってしまうのこと〜」                                         |                                                   |
| 第27回 | 2010年4月8日   | 「〜携帯の作業と電話ボタンの押し間違いは痛いのこと〜」                                                 |                                                   |
| 第28回 | 2010年4月15日  | 「〜公開録音が後悔録音になっちゃ駄目だがやのこと〜」                                                   |                                                   |
| 第29回 | 2010年4月22日  | 「〜虎バッジをつけている鈴々は阪神ファンとみたのこと〜」                                               |                                                   |
| 第30回 | 2010年4月29日  | 「〜気温の変化が激しくて冬物の服を中々クリーニングに出せずに困っているのこと〜」                       |                                                   |
| 第31回 | 2010年5月6日   | 「〜ラジオ再編集版のジャケの鈴々は寒いならマフラーでなく半袖スパッツをやめた方がいいのこと〜」         |                                                   |
| 第32回 | 2010年5月13日  | 「〜財布の中の1円玉を全滅させた時は何だか地味に嬉しいのこと〜」                                        |                                                   |
| 第33回 | 2010年5月20日  | 「〜恋姫を知ってから本物の三国志を読むと登場人物がすべて女の子脳内変換されてしまうのこと〜」           |                                                   |
| 第34回 | 2010年5月27日  | 「〜やらない後悔よりやった後悔の方が大きいこともたまにはあるのこと〜」                                 | 前田ゆきえ（曹操[華琳]役） （愛称：ゆりん様）     |
| 第35回 | 2010年6月3日   | 「〜東京公録はスタジオで起きてるんじゃない！ 俺達ショッカーズの前で起きてるんだ！ のこと〜」           |                                                   |
| 第36回 | 2010年6月10日  | 「〜恋姫ラジオの公開録音またやらないかなぁのこと〜」                                                   |                                                   |
| 第37回 | 2010年6月17日  | 「〜お腹が空いてる時にパン屋に行くとついつい買いすぎてしまうのこと〜」                                 | 大久保藍子（周泰[明命]役） （愛称：あいめい）     |
| 第38回 | 2010年6月24日  | 「〜恋姫のエンディングテロップを見たらとんでもない声優の数に唖然としたのこと〜」                       | 瑞沢渓（周瑜[冥琳]役） （愛称：けいりん）         |
| 第39回 | 2010年7月1日   | 「〜いくつになっても歯医者さんは緊張するのこと〜」                                                     | 瑞沢渓（周瑜[冥琳]役） （愛称：けいりん）         |
| 第40回 | 2010年7月8日   | 「〜アニメ続編が製作される名案を皆で考えようのこと〜」                                                 |                                                   |
| 第41回 | 2010年7月15日  | 「〜電車の中で音楽を聴いていたら、音漏れをしていないか心配になるのこと〜」                             |                                                   |
| 第42回 | 2010年7月22日  | 「〜浴衣姿の人を見かけると、ついつい目で追ってしまうのこと〜」                                         | 平田宏美（魏延[焔耶]役） （愛称：ギロミ）         |
| 第43回 | 2010年7月29日  | 「〜海の近くで育ったからって泳ぎが得意なわけじゃないのこと〜」                                         |                                                   |
| 第44回 | 2010年8月5日   | 「〜もうアスファルトの上でバーベキューできるんじゃね？ のこと〜」                                      |                                                   |
| 第45回 | 2010年8月12日  | 「〜キャンプで作るカレーライスはなぜか美味しいのこと〜」                                               |                                                   |
| 第46回 | 2010年8月19日  | 「〜お坊さんがフェラーリで家にやって来たので驚いたのこと〜」                                           | やなせなつみ（陸遜[穏]役） （愛称：なっそん）     |
| 第47回 | 2010年8月26日  | 「〜明日は早いからぁ早く寝ようと思った時に限って全然眠れな～いのこと〜」                               | 氷青（程昱[風]役） （愛称：ひょっふー）           |
| 第48回 | 2010年9月2日   | 「〜サンマの値段が高くて塩焼きや甘露煮が食べられないのこと〜」                                         |                                                   |
| 第49回 | 2010年9月9日   | 「〜飲み物を飲む時コップを出すのが面倒で、ついラッパ飲みしてしまうのこと〜」                           | 青葉りんご（馬岱[蒲公英]役） （愛称：ぽぽんご）   |
| 第50回 | 2010年9月16日  | 「〜真夏のコンビニで売っているおでんは売れるのかなぁのこと〜」                                         |                                                   |
| 第51回 | 2010年9月23日  | 「〜キレイに剃れてもカミソリ勝ちと言わないのはなぜ? のこと〜」                                         | 岡嶋妙（張角[天和]役） （愛称：たえほー）         |
| 最終回 | 2010年9月30日  | 「〜人は次に会う時まで別れ際の顔を覚えているものだから、最後の配信はとびきりの好い顔でいよ! のこと〜」 |                                                   |

その他登場ゲスト
- DVD出張版 第1回 河原木志穂 - 公孫賛役
- DVD出張版 第2回 加藤雅美 - 袁紹役
- DVD出張版 第3回 今井麻美 - 郭嘉役
- DVD出張版 第4回 たかはし智秋 - 張勲役
- DVD出張版 第5回 中川里江 - 李典役
- DVD出張版 第6回 岡嶋妙 - 張角役
- DVD出張版 第7回 前田ゆきえ - 曹操役
- 乙女大乱DVD出張版 第1回 本井えみ - 趙雲役
- 乙女大乱DVD出張版 第2回 平田宏美 - 魏延役
- 乙女大乱DVD出張版 第3回 青葉りんご - 馬岱役
- 乙女大乱DVD出張版 第4回 瑞沢渓 - 周瑜役
- 乙女大乱DVD出張版 第5回 いのくちゆか - 董卓役
- 乙女大乱DVD出張版 第6回 小林眞紀 - 馬超役
- 乙女大乱DVD出張版 第7回 鳴海エリカ - 諸葛亮役
- ラジオCD再編集版 前田ゆきえ - 曹操役
- ラジオCD再編集版2 岡嶋妙 - 張角役
- ラジオCD再編集版3 大久保藍子 - 周泰役
- ラジオCD再編集版4 櫻井浩美 - 孫権役

## ラジオCD
発売・販売元の関係上、BGMがゲーム版に差し替えられている。
- 真・ラジオ恋姫†無双 再編集版 Vol.01（2010年4月2日発売）
- 真・ラジオ恋姫†無双 再編集版 Vol.02（2010年7月23日発売）
- 真・ラジオ恋姫†無双 再編集版 Vol.03（2011年2月25日発売）
- 真・ラジオ恋姫†無双 再編集版 Vol.04（2011年4月28日発売）